# Dialetti della Campagna e Marittima

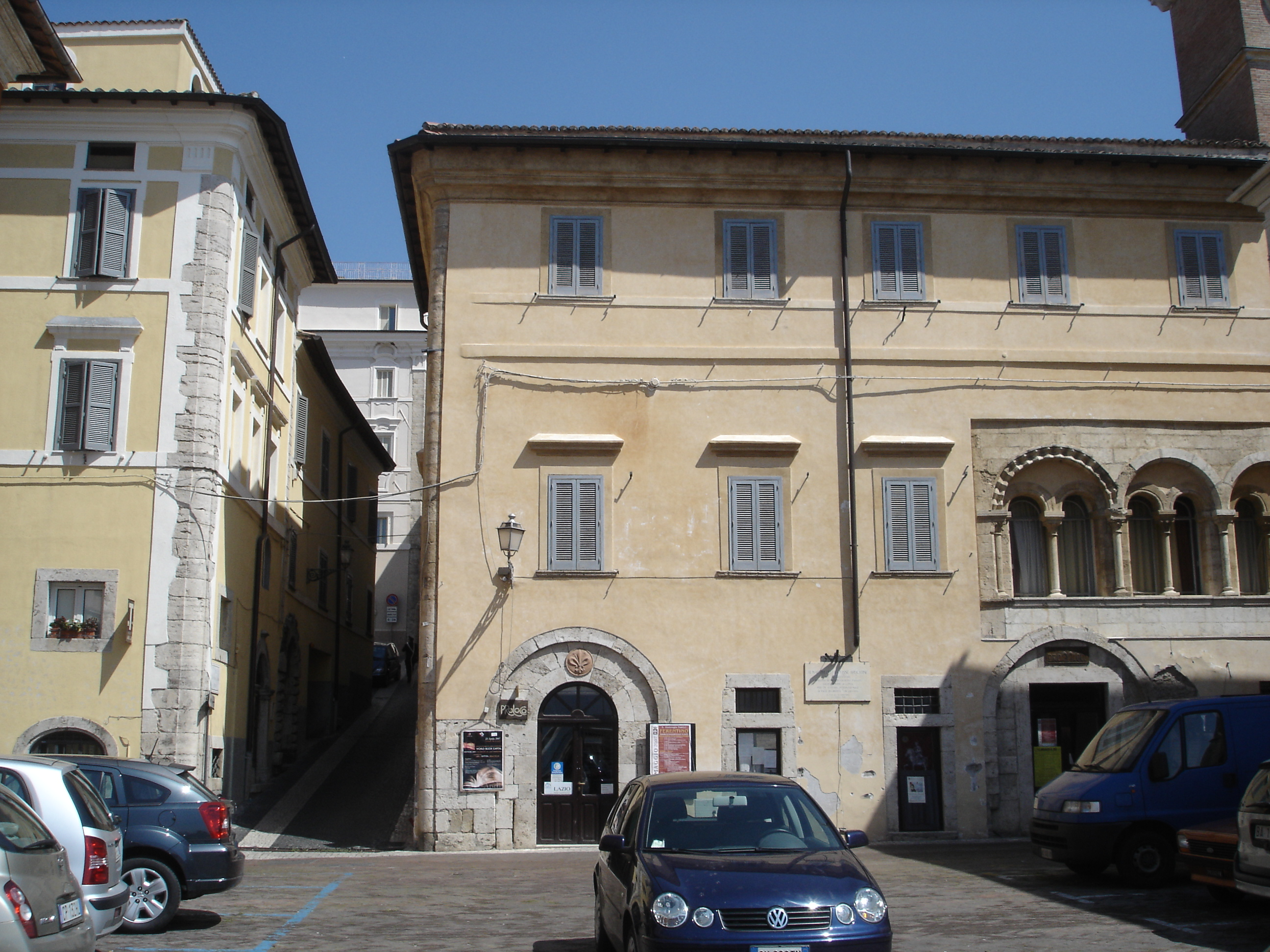
Ferentino: Palazzo dei Consoli della Campagna e Marittima

Il territorio dell'antica provincia pontificia di Campagna e Marittima, corrispondente all'attuale area centro-settentrionale delle provincie di Frosinone e Latina e all'area meridionale dell'area metropolitana di Roma, era ed è tuttora caratterizzato da una serie di dialetti appartententi a due rami dialettali distinti:
- il primo è rappresentato da una serie di varietà romanze appartenenti al raggruppamento dei dialetti italiani mediani. Nello specifico a nord della linea Veroli-Amaseno-Monte San Biagio sono diffusi una serie di dialetti laziali centro-settentrionali. In passato queste varianti locali erano identificate semplicemente e collettivamente, senza scopi scientifici, come «campanino» ossia "della Campagna"[1]. A volte vengono identificati come dialetto ciociaro o dialetto ciociaresco[2];
- a sud della città di Frosinone, ma ancora nel territorio della Campagna e Marittima, erano e sono invece parlati i dialetti laziali meridionali, che possono essere inquadrati all'interno dei dialetti meridionali.

La riunificazione del Lazio in epoca fascista che ha accorpato le aree laziali dell'antica provincia napoletana della Terra di Lavoro (dove rispetto al sud della Campagna e Marittima sono anche maggiormente diffusi i dialetti laziali meridionali) all'antica Campagna e Marittima ha comunque contribuito a un processo di avvicinamento delle due aree dialettali che rimangono però decisamente distinte.

## Laziale centro-settentrionale

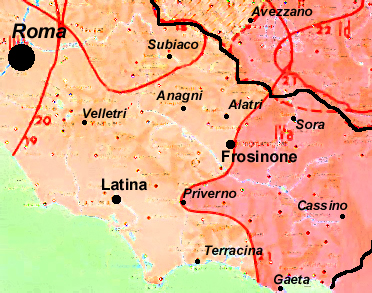
Situazione linguistica del Lazio meridionale: in rosa i dialetti mediani (romanesco, laziale centro-settentrionale, sabino), in magenta i dialetti meridionali (laziale meridionale -IVa-, campano, abruzzese occidentale).

### Fonologia
Con i dialetti italiani meridionali i dialetti laziali centro-settentrionali della Campagna e Marittima condividono la sonorizzazione della sorda dopo N (montone > mondone) e la posposizione del pronome personale possessivo (mio padre > patremo) mentre per la quasi totale assenza sia dello scevà. Rispetto all'area settentrionale, si distinguono inoltre dal sublacense per la totale assenza del vocalismo arcaico, tipico dei dialetti umbri e del sabino.

#### Distinzioni territoriali

##### Area interna
La finale muta è tuttavia registrata attualmente nelle parlate di Frosinone, Alatri, Amaseno e Monte San Giovanni Campano mentre torna la regola mediana con l'atona finale in -o e -u a Ceccano e Veroli (salvo Frosinone e pochi altri centri), sia della riduzione delle latine PL - CL > kj, è incluso nel gruppo dell'italiano centrale. Un confine meridionale intuitivo è delineato dalla fascia Veroli-Amaseno-Monte San Biagio: a sud di questo confine prevale il dialetto laziale meridionale, un dialetto affine al campano, che ha comunque diversi elementi in comune con il laziale centro-settentrionali.

##### Area di Terracina
I dialetti di Terracina e San Felice Circeo, pur presentando notevoli affinità con le parlate appena descritte, costituiscono una diversa varietà locale di transizione tra il gruppo mediano e quello meridionale: essi infatti presentano la caduta delle vocali finali ma molti vocaboli in comune con l'area romana, soprattutto per via della vicinanza con l'area pontina, che è stata "romanizzata" durante il fascismo.

##### Area romana
I dialetti dei Castelli Romani si caratterizzano per la presenza della metafonia napoletana (Albano, Ariccia, Genzano di Roma, Nemi, Lanuvio, Velletri) o di tracce di vocalismo arcaico (Marino).
Nei Castelli Romani è oggi, in particolare sul piano fonetico, ancora più forte l'influenza del romanesco.

#### Metafonia sabina
Giacomo Devoto identifica con «ciociaresco» (o più correttamente "metafonia sabina") un tipo di metafonia per cui le vocali mediane metafonizzate (per -ī e -ŭ preromanze) ié e uó si contraggono in é ed ó connotandola come una caratteristica territoriale. 
Esempi
- béglie < BIÉGL (lat. *bellŭ), bèlla < BELLA (lat. *bella) = bello/a
- nóue < NUOV (lat. *novŭ), nòva < NOVA (lat. *nova) = nuovo/a

Questo fenomeno che il dialettologo Clemente Merlo studia nel suo Fonologia del dialetto di Sora è proprio di molti dialetti mediani e meridionali (Ancona, Sabina); il Merlo ipotizza che la metafonesi in è ed ó nel sorano sia passata per una fase in cui le sillabe mediane metafonizzavano in ié e uó, fenomeno conservatosi altrove e definito «metafonia napoletana» o «metafonia sannita»: gli sviluppi in è ed ó della metafonia da -ī ed -ŭ comunque sono scientificamente denominate «metafonia sabina» o «metafonia di tipo ciociaresco». Merlo inoltre descrive questi fenomeni nell'analizzare le differenze fra il dialetto arpinate e il sorano: ad Arpino si verifica la metafonia di a tonico quando la parola terminava in -ī ed -ŭ preromanze, che dittonga in ié: (iéze 'alzi', chiérene 'cadono'), contrariamente a quanto accade nel sorano (addàuse 'alzi') dove la a resta salda.

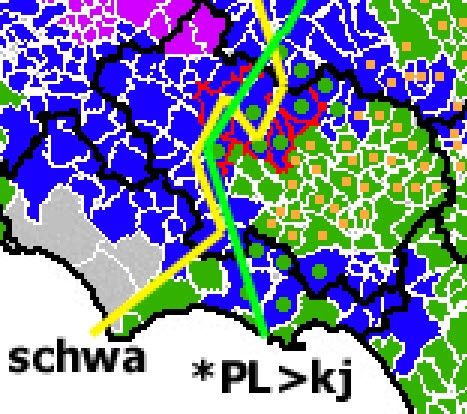
Carta linguistica del Lazio meridionale
1. Aree a vocalismo arcaico e metafonia sabina in viola.
2. Aree con sola metafonia sabina in blu.
3. Aree a metafonia napoletana in verde.
4. Area di interscambio linguistico tra i dialetti mediani e quelli campani bordata di rosso (principalmente Sora, Frosinone, Veroli).

### Citazioni
(Proverbio castrese)
Essegliè, essegliè, essegliè...

Carnualə è 'ne bon' omə : tè la faccia de galantomə, uà gerénne pe' Frusenone, pe' magnasse gli maccarune.

Nùi chə semə urtulanə, i sapemə benə culteua', pianteremə la rauanella, viva semprə la radechella!

Essegliè, essegliè, essegliè...

I s'è ammusciata la radeca: nən s'aradrizza chiù!»
(La canzonə də Carnualə, Frosinone)
(Cengio Leoni (Serrone))
vattela a trova che te maritu

povera a te Maria Gnicò»
(Canzone popolare verolana)
non conosce più j'amico»
sé glio' vo', tè io tongo mo',

sé gno' vo' mé io bévo jé!!»
(Proverbi di Sonnino)
mamma gli mette agli commò,

agli commò, agli commotino,

mamma gli chiute agli cassottino»
(Proverbi di Roccasecca dei Volsci)
nen tròua cchiù terra s'abbènda se ciònna

uà dritta sprefonna

s'abbòtta

fa schiuma

remore

fa fume

culore...

S'acquèta. S'addòrma.

Racchiappa la forma. (...)»
(Neno Pisani, dalla poesia Glie Siume mia)
Da notare la presenza dello scevà (ə) nel dialetto di Frosinone.

## Laziale meridionale
Come accennato all'inizio, i dialetti della Campagna e Marittima propriamente detta comprendono anche una serie di parlate locali di tipo laziale meridionale. Sebbene infatti il confine tra Stato Pontificio e Regno delle Due Sicilie passasse a diversi chilometri più a sud di Frosinone, la città rappresenta di fatto tuttora un punto di transizione dialettale. I dialetti parlati già nei comuni limitrofi a sud del capoluogo sono ormai identificabili come laziale meridionale e dunque quasi del tutto identici alle altre parlate del Cassinate, dell'Arpinate e del Sorano e relativamente vicini alle parlate campane e abruzzesi. A differenza dei dialetti laziali centro-settentrionali, però, per i dialetti laziali meridionali non si applicava l'aggettivo "campanino".